# Планебрух
Планебрух (нім. Planebruch) — громада в Німеччині, розташована в землі Бранденбург. Входить до складу району Потсдам-Міттельмарк. Складова частина об'єднання громад Брюк.
Площа — 65,30 км2. Населення становить 1008 ос. (станом на 31 грудня 2020).